# Василь Чхаїдзе
Чхаїдзе Василь Ісакійович (груз. ვასილ ისაკის ძე ჩხაიძე; 2 січня 1905 — 26 грудня 1986) — радянський грузинський актор театру і кіно. Заслужений артист Грузинської РСР (1979).

## Біографія
Народився у селі Ацана (тоді входило до складу Озургетського повіту Кутаїської губернії) у західній Грузії.
1936 року закінчив Тбіліський державний університет, німецьке відділення філологічного факультету.
У 1927—1934 роках — працював у театрі Батумі, потім — у Грузинському державному театрі, у 1937—1956 роках. — викладав у школі російську та німецьку мову, 1956 року відновив акторську діяльність у Потійському драматичному театрі ім. В. Гунія, де працював до 1962 року, коли Чхаїдзе звільнили за профнепридатність. Після звільнення з театру він повернувся до рідного села, де влаштувався працювати вчителем німецької та російської у місцевій школі. Перша велика роль Василя Чхаїдзе у кіно відбулася у 1967 році (на кіностудії «Грузія-фільм»), коли режисер Ельдар Шенгелая вирішив взяти його на роль Піпінія Еріставі у своєму фільмі.
Жоден із кіноперсонажів Чхаїдзе не був озвучений ним самим. Це робив інший відомий грузинський актор, Ерос Манджгаладзе. Після смерті Манджгаладзе у 1982 році Василь Чхаїдзе більше жодного разу не знімався.
Помер 26 грудня 1986 року. Спочатку був похований на цвинтарі в Мухатгверді, але у 2013 році стараннями режисера Ельдара Шенгелая прах Василя Чхаїдзе був перепохований у Дідубійському пантеоні Тбілісі.